# Ернестина Елизабет фон Золмс-Зоненвалде
Ернестина Елизабет фон Золмс-Зоненвалде (на немски: Ernestina Elisabeth zu Solms-Sonnenwalde; * 12 декември 1695, Алт-Поух; † 5 юни 1730, Вецлар) е графиня от Золмс-Зоненвалде и чрез женитба графиня на Золмс-Барут.

## Произход
Тя е дъщеря на граф Ото Хайнрих фон Золмс-Зоненвалде (1654 – 1711) и съпругата му Шарлота София фон Крозигк (1664 – 1706), наследничка на Ной-Рьоза, дъщеря на майор-генерал Георг Рудолф фон Крозигк и Хедвиг Сибила фон Волферсдорф.
Ернестина Елизабет умира на 5 юни 1730 г. във Вецлар на 34 години.

## Фамилия
Ернестина Елизабет се омъжва на 9 септември 1722 г. в Барут за граф Фридрих Зигизмунд II фон Золмс-Барут (* 6 август 1669; † 14 юли 1737), вдовец на фрайин Амалия Кристиана фон Люцелбург (1675 – 1721), син на граф Фридрих Зигизмунд I фон Золмс-Барут (1627 – 1696) и съпругата му графиня Ернестина фон Шьонбург-Хартенщайн-Валденбург (1642 – 1713). Тя е втората му съпруга и имат един син:
- Фридрих Готлиб Хайнрих (* 25 юли 1725, Барут; † 24 януари 1787, Париж), граф на Золмс-Барут (1737 – 1787), женен на 20 май 1753 г. в Бернбург за принцеса София Луиза фон Анхалт-Бернбург (1732 – 1786), дъщеря на княз Виктор II Фридрих фон Анхалт-Бернбург (1700 – 1765) и принцеса Луиза фон Анхалт-Десау (1709 – 1732).

Нейният съпруг Фридрих Зигизмунд се жени трети път (22 ноември 1730) за Юлиана Доротея фон Щутерхайм (1694 – 1749).